# Toro embolado

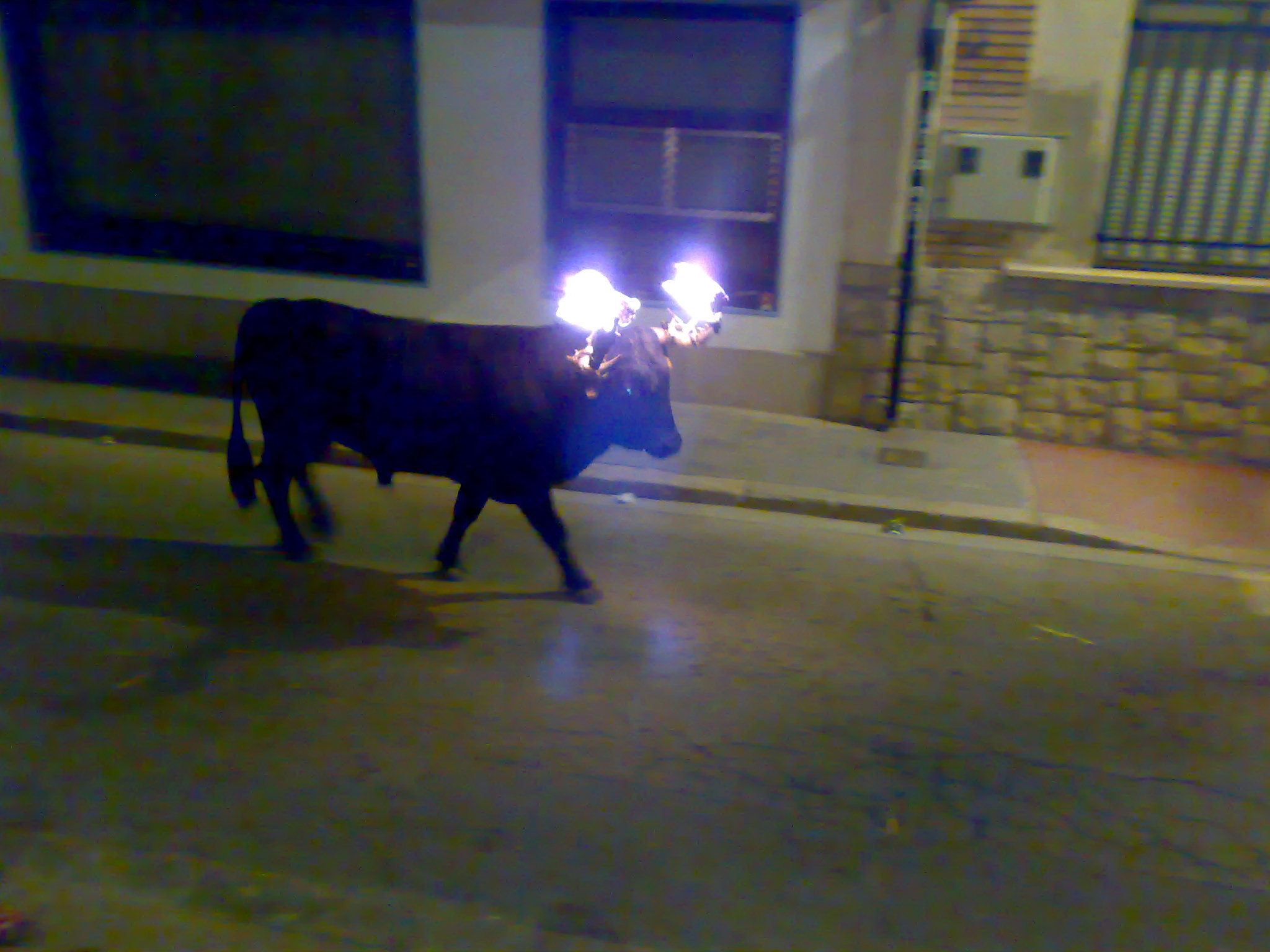
Toro embolado a Godella.

Il toro embolado è uno spettacolo popolare di tauromachia ancora in uso in due regioni della Spagna, precisamente in Catalogna e nella Comunità Valenzana, e può essere considerata una versione popolaresca e "minore" della più famosa corrida de toros.

## Descrizione
In questo tipo di manifestazione, a differenza di quanto accade nelle corride vere e proprie, il toro non viene ucciso, ma soltanto spaventato e reso furente tramite il fissaggio alle sue corna di un'asse lignea, alle cui estremità sono legate delle torce realizzate con palle di cotone e stoppa (bolas) imbevute di catrame, cui viene dato fuoco. Per evitare che eventuali frammenti infuocati provochino ustioni all'animale, tutto il suo corpo viene preventivamente coperto di fango. Dopo l'accensione delle torce, l'animale viene liberato in una zona circoscritta della città o del villaggio in cui si svolge la manifestazione; i partecipanti alla stessa devono poi sottrarsi alle cariche del bovino che cerca di liberarsi dell'arnese infuocato legato sulle corna.
Gli istanti più pericolosi della manifestazione, che si svolge sempre nelle ore notturne (e, a differenza delle vere corride, può aver luogo anche nei mesi invernali), sono quelli immediatamente seguenti all'accensione delle torce, perché il toro quasi impazzisce dal terrore e spesso inizia a caricare e dare cornate alla cieca, con serio pericolo per la propria incolumità e per quella dei partecipanti, che spesso si rifugiano su cassonetti dell'immondizia, cancellate e simili. Dopo alcuni minuti, il toro capisce generalmente che le palle infuocate non lo minacciano direttamente e, anche a causa della stanchezza, diventa relativamente più quieto, ma la festa si protrae spesso ancora a lungo. Il toro viene ritirato solo quando le torce si sono completamente spente.
Tale manifestazione, per lo stress comportato all'animale e per i seri rischi alle persone, è aspramente criticata anche all'interno della Spagna stessa, tanto che diverse località in cui era tradizionale hanno sostituito il toro in carne e ossa con un toro meccanico, una sorta di pupazzo semovente di metallo in forma bovina, alle cui corna vengono legate torce identiche a quelle utilizzate con i tori reali. Una tradizione di questo secondo tipo, che impiega un fantoccio in forma bovina, è praticata anche in Portogallo e ad essa è ispirata la canzone A vaca de fogo del gruppo portoghese Madredeus.